# Arcade (singel Duncana Laurence’a)
Arcade – debiutancki singiel niderlandzkiego piosenkarza Duncana Laurence’a, wydany cyfrowo 7 marca 2019 pod szyldem wytwórni Spark Records w dystrybucji Universal Music. Piosenkę napisał sam wokalista, a także Joel Sjöö i Wouter Hardy.
Zwycięski utwór 64. Konkursu Piosenki Eurowizji w Tel Awiwie.
Do utworu zrealizowano oficjalny teledysk, który został opublikowany 7 marca 2019 na kanale „Eurovision Song Contest” w serwisie YouTube.
29 listopada 2020 na Eurowizji Junior 2020, Laurence wykonał ten utwór w duecie z Roksaną Węgiel i Viki Gabor.

### Certyfikaty i sprzedaż

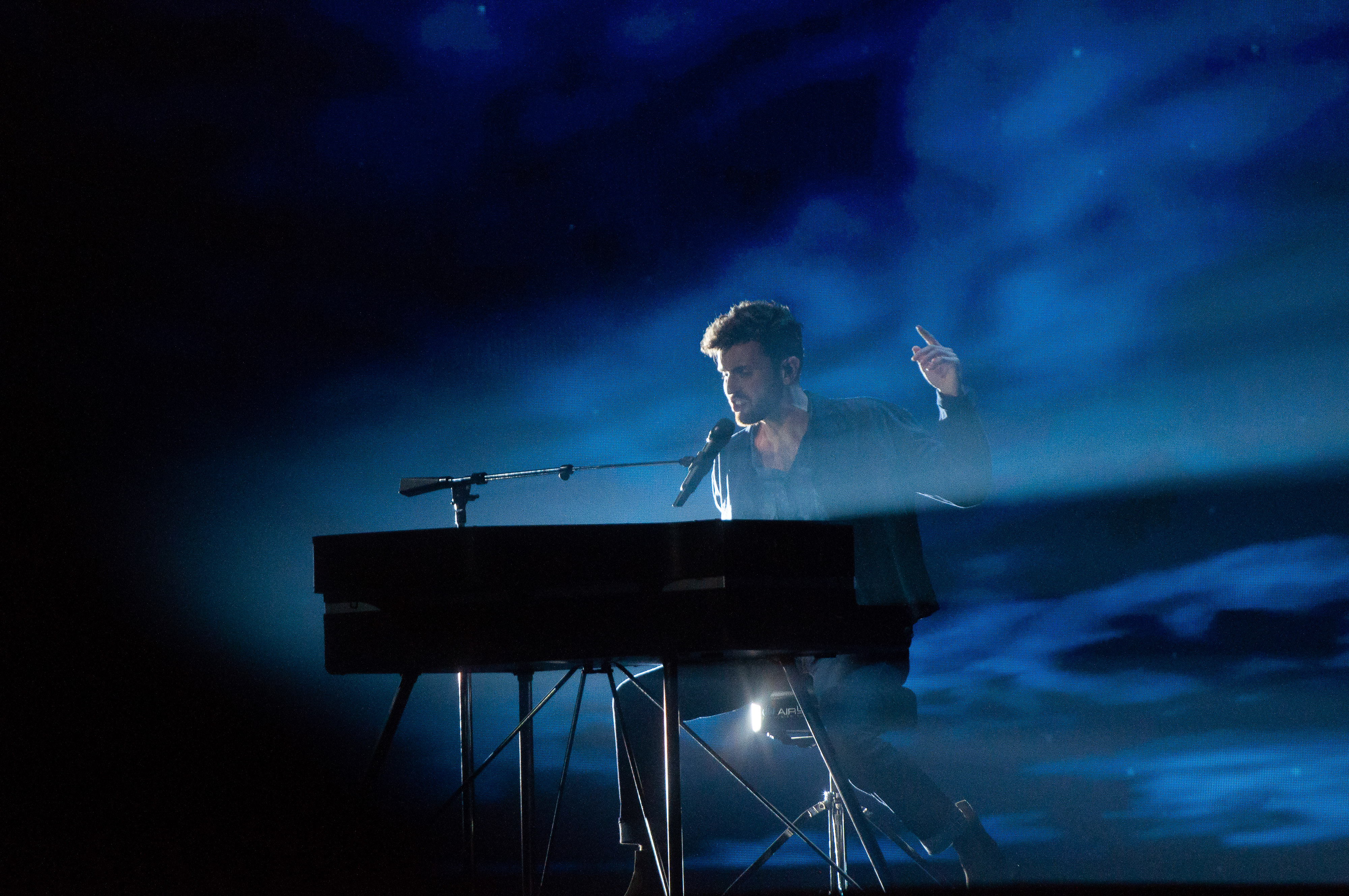
Duncan Laurence podczas wykonywania „Arcade”

## Lista utworów
Digital download
1. „Arcade” – 3:03

## Notowania i certyfikaty
| Lista przebojów (2019)                 | Najwyższa pozycja |
| -------------------------------------- | ----------------- |
| Austria (Ö3 Austria Top 40)            | 22                |
| Belgia (Ultratop 50 Singles, Flandria) | 2                 |
| Belgia (Ultratop 50 Singles, Walonia)  | 31                |
| Francja (Top Singles & Titres)         | 8                 |
| Grecja (IFPI Greece)                   | 5                 |
| Holandia (Single Top 100)              | 1                 |
| Irlandia (Singles Chart)               | 37                |
| Izrael (Media Forest)                  | 3                 |
| Niemcy (Media Control Charts)          | 26                |
| Norwegia (VG-lista)                    | 10                |
| Szkocja (Official Charts Company)      | 24                |
| Szwajcaria (Singles Top 100)           | 6                 |
| Szwecja (Sverigetopplistan)            | 6                 |
| Wielka Brytania (UK Singles Chart)     | 67                |

| Kraj            | Certyfikat         | Sprzedaż |
| --------------- | ------------------ | -------- |
| Holandia (NVPI) | 4× platynowa płyta | 320 000+ |
| Polska (ZPAV)   | diamentowa płyta   | 250 000+ |